# Der Flößer

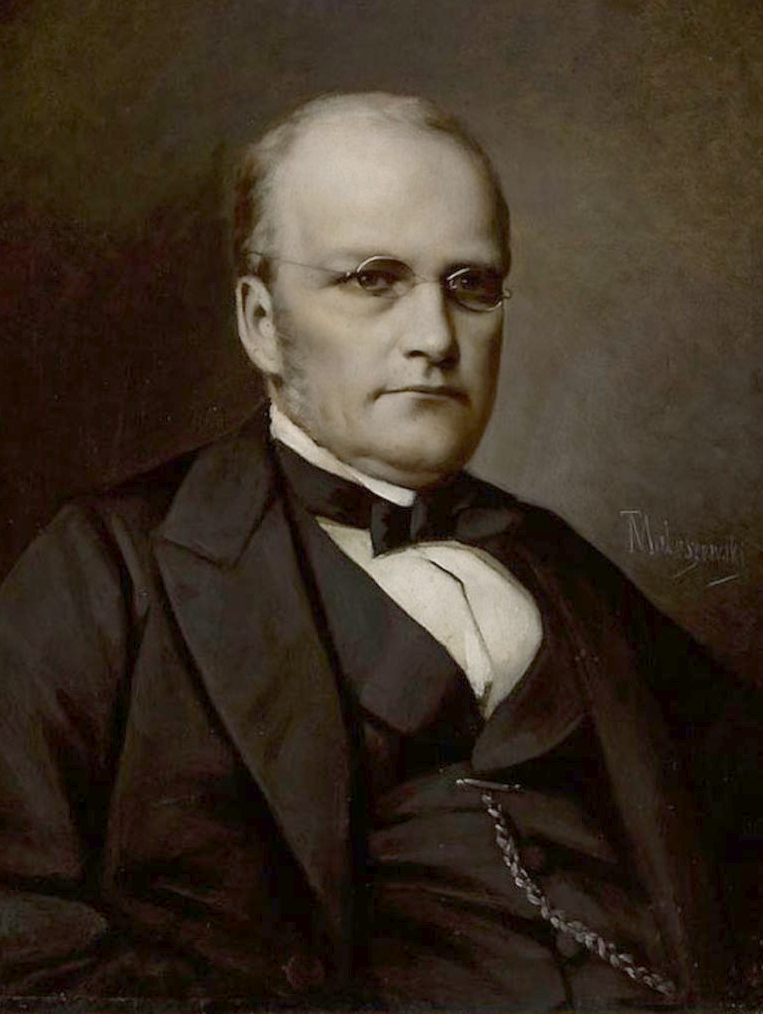
Stanisław Moniuszko

Der Flößer (Originaltitel Flis) ist eine Oper in einem Akt von Stanisław Moniuszko mit einem Libretto von Stanisław Bogusławski.

## Handlung
Die Oper spielt in der Nähe von Warschau um 1858. Nach einem Sommergewitter (Ouverture) versammeln sich Bauern am Weichselufer und danken Gott dafür, dass das Unwetter keine größere Schäden im Dorf und den Feldern angerichtet hat. Unter den Versammelten ist Zosia, die Tochter des wohlhabenden Fischers Antoni, die sich große Sorgen um ihren geliebten Flößer Franek macht, der gerade während des Gewitters auf einer Wildflussfahrt war. Der alte Soldat Szóstak versucht das bekümmerte Mädchen zu trösten und versichert ihr, dass Franek gesund und munter aus Sandomierz zurückgekehrt und bald am Ufer zu sehen sein wird. Der Friseur Jakub aus Warschau erscheint. Aus der Ferne sind Gesänge der zurückkehrenden Flößer zu hören. Unter ihnen ist Franek, gesund und munter. Sie erreichen das Ufer und werden dort herzlich empfangen. Zosias und Franeks Freude hält jedoch nicht lange, denn sie erfahren, dass Zosias Vater Antoni ihre Hand Jakub versprochen hat. Szóstak rät Jakub, auf die Ehe zu verzichten und die jungen Leute bitten Antoni darum, seine Entscheidung zu prüfen. Doch es hilft nichts, die Ehe ist beschlossene Sache. Jakub malt gegenüber Zosia das Bild eines glücklichen Zusammenlebens in Warschau, doch sie ist sehr traurig über den unwiderruflichen Entschluss ihres Vaters. Franek beschließt die Heimat zu verlassen, nachdem sein Traum einer Zukunft mit Zosia zerplatzt ist, und begibt sich auf die Suche nach seinem verschollenen Bruder. Dies weckt das Interesse Jakubs. Es stellt sich heraus, dass er selbst der verschollene Bruder des jungen Flößers ist. Schließlich verzichtet Jakub auf die Hand Zosias, nachdem er weiß, wer er ist, und Zosia heiratet Franek mit der Zustimmung aller.

## Gestaltung

### Musik
In Verbindung mit dem humorvollen, altpolnischen Libretto entstand ein spontanes und lebhaftes Werk, das dabei in der Konvention der für Moniuszko charakteristischen Nationaloper angesiedelt ist. Eine solche Verbindung hat die Attraktivität dieses Werkes zweifellos gesteigert und sicherte ihm den Erfolg beim Publikum, das nach etwas leichtem und geistreichem, doch gleichzeitig des Polnischen vollem sehnte. Moniuszko selbst schrieb über Der Flößer, dass es seine Absicht war, das „zärtlichste Herz mit dem Frohsinn“ zu verbinden. Es scheint ihm gelungen: Jeder Figur seiner Oper gab er die Chance, seine Gesangsmöglichkeiten in Szene zu setzen und verzichtete auf ein Privileg der Titelrolle. Für die Verliebten, außer den zwei Duetten, bestimmte er je eine Solonummer, in Form der Dumka Zosias „Bist du vielleicht zugrund' gegangen“ und Franeks Lied „Floß und Barge gibt's auf dem Fluss“. Moniuszko favorisierte deutlich die Figur Jakubs, für die er zwei gelungene Buffo-Arien „Im Salon, wo ich stets walte“ sowie „Liebe Zosia, willst du innehalten“. Vermutlich waren die hervorragenden komischen Fähigkeiten des polnischen Operndarstellers Alojzy Żółkowski für den Komponisten eine Inspiration, nach Eugeniusz Szwankowski war er ein „origineller und einzigartiger Schauspieler; er hatte keinen Vorgänger und keinen Nachfolger, er war eine in der Geschichte der polnischen Bühne einmalige Erscheinung“. Żółkowski besetzte die Rolle Jakubs bei der Uraufführung. Das Quartett „Antoni, trägst du denn kein Herz im Leibe?“ sowie die ein Gewitter auf der Weichsel malende Ouverture stellen sehr gelungene dramatische Fragmente der Oper dar, dagegen kann das Chorgebet „Es sei Dir Dank, Ewiger Herr!“ als eine der schönsten Szenen der polnischen Opernliteratur angesehen werden. Der Kontrast der Stilmittel und das Material, das in den Rhythmen von Oberek, Mazurka, Kujawiak oder Polonaise fußt, drücken ausgezeichnet die Folklore von Moniuszko aus.

### Libretto
Nachdem Wojciech Bogusławski mit der Gründung des Teatr Wielki in Warschau berühmt wurde, fand 1858 auch sein Sohn Stanisław Bogusławski breite Anerkennung: Er schrieb das Libretto zur Oper Der Flößer in Altpolnisch; geschickt, gewandt und fröhlich illustriert es mit Erfolg die lebhafte, an die polnische Folklore anknüpfende Musik.

## Geschichte

### Entstehung
Nach der erfolgreichen Uraufführung von Halka erhielt Stanisław Moniuszko die Nominierung zum Geschäftsführer des Teatr Wielki in Warschau, was seine Lebens- und Berufsumstände grundlegend veränderte. Er konnte nicht nur seinen Lebensstandard heben (er ließ seine Familie aus Wilna nach Warschau übersiedeln), sondern begann auch, an seine Fähigkeiten zu glauben. Das Geschäftsbrett des damals einzigen Musiktheaters in Polen gab bei ihm die nächste einaktige Oper in Auftrag und beschloss, ihn auch auf eine attraktive Bildungsreise nach Paris, dem damaligen Opernzentrum Europas, zu schicken. Während dieser Reise entstand die Skizze zu Der Flößer. Vermutlich war es das Heimweh, das bewirkte, dass Moniuszko zum wiederholten Male ein Werk schuf, in dem er den Geist des Polentums einschloss und sich an die heimatliche Tradition wandte. Die Uraufführung der Oper fand am 24. September 1858 im Warschauer Teatr Wielki unter der Leitung des Komponisten statt.

### Rezeption
Nach der Uraufführung der Oper schrieb der Warschauer Kurier: „Der Erfolg der Oper war gänzlich. Das Publikum hat sie mit herzlicher Zufriedenheit aufgenommen, die vom vortrefflichen Talent des Urhebers von ‚Halka‘ zu erwarten war. Die Musik war wunderschön, einige Partien wurden auf Wunsch wiederholt und das Ganze wurde mit anhaltendem Applaus bis zum Ende der Vorführung begleitet.“ Der damalige Opernkritiker Józef Sikorski versicherte wiederum: „Wir heißen Der Flößer herzlich willkommen, da wir den Eindruck haben, dass er der erste in der neuen Serie von Musikdramen sein wird, die uns eine heimatliche, dennoch leichte Oper bilden sollen.“ Einige boshafte Stimmen sagten jedoch, dass die einaktige kleine Komödie, die Moniuszko innerhalb von wenigen Tagen geschrieben haben soll, entweder um vier Tage zu kurz oder vier Tage zu lang geschrieben wurde.
Trotz solcher Stimmen war Moniuszko der Erfolg sicher, sein Werk sammelte gute Rezensionen und wurde in Lwiw (1860), Posen (1873), Katowice (1930) und sogar in Chicago (1931) aufgeführt.
Nach Ende des Zweiten Weltkrieges gab es bis zur politischen Wende in Polen fünf Aufführungen: in Posen (1949), Breslau (1952, 1955), Bytom (1954) und Bydgoszcz (1988). Nach dem Fall der Mauer und Gründung der Dritten Polnischen Republik ist eine Aufführung in Posen (1997) und Stettin (2003) bekannt. Im Jahr 2009 präsentierte die polnische Plattenfirma Dux Records mit der finanziellen Unterstützung des polnischen Ministeriums für Kultur und Nationalerbe die zweite vollständige Einspielung der Opernpartitur, musikalischer Leiter war Warcisław Kunc.

## Diskographie
- Zdzisław Górzyński (Dirigent): Flis mit Solisten, Chor & Orchester der Polnischen Nationaloper Warschau, LP Polskie Nagrania „Muza“ SXL 0145, 1962
- Warcisław Kunc (Dirigent): Flis mit Bidziński, Socha, Skrla, Partyka, Lewandowski, Wolski, Chor und Orchester der Schlossoper Szczecin. Aufnahme in der Schlossoper Szczecin September 2009, CD DUX 0736, 2009